# Avon (Bristol)
Pour les articles homonymes, voir Avon (rivière).
L'Avon de Bristol (nom à rapprocher du gallois afon signifiant « rivière ») est une rivière du sud-ouest de l'Angleterre qui arrose Bath et Bristol. Elle se jette dans la Severn à Avonmouth, quartier de Bristol. Elle est parfois appelée Basse Avon pour la distinguer des cours d'eau britanniques homonymes.
L’Avon prend sa source juste au nord du village d’Acton Turville dans le Gloucestershire du Sud, puis arrose le comté de Wiltshire. Elle n’est navigable que dans son cours aval (dit « Avon canalisée »), entre Bath et l’estuaire de la Severn à Avonmouth (non loin de Bristol).
L’Avon, avec un cours de 121 km, se classe au 19e rang des cours d'eau britanniques pour ce qui est de la longueur, bien que seuls 31 km à vol d'oiseau séparent sa source de l’estuaire de la Severn. Son bassin hydrographique s’étend sur 2 220 km2.

## Étymologie
Le toponyme « Avon » est parent du mot gallois afon ([ˈavɔn]) qui signifie « rivière », et qui dérive lui-même du brittonique abona signifiant « rivière » ; d'autres cours d'eau anglais et écossais s'appellent ainsi,. Le Comté d'Avon qui a existé entre 1974 et 1996 reprenait le nom de la rivière et englobait Bristol, Bath et toute la plaine maritime de l'Avon.

## Hydrographie
L’Avon prend sa source juste au nord d’Acton Turville et à l’est de Chipping Sodbury dans le South Gloucestershire.
Elle n’est navigable que dans son cours aval (dit « Avon canalisée »), entre Bath et l’estuaire de la Severn à Avonmouth (non loin de Bristol).
Par un cours quasi circulaire, elle draine l’est puis le sud du comté de Wiltshire. Les localités les plus en amont sont le village de Luckington, à 3 km des limites du Wiltshire, et Sherston. À Malmesbury elle reçoit les apports de son premier affluent, l’Avon de Tetbury, qui prend sa source au nord de Tetbury (Gloucestershire). Cet affluent s’appelle localement l’Ingleburn, qui en vieil anglais signifie « rivière des Angles. » À cette confluence, le cours des deux rivières est contrarié par la naissance des Cotswolds, ce qui a à coup sûr formé l’île sur laquelle s’était édifiée la citadelle de Malmesbury. Un peu en amont de la confluence, on parle parfois de la « branche de Sherston », pour distinguer l'Avon de la Tetbury.

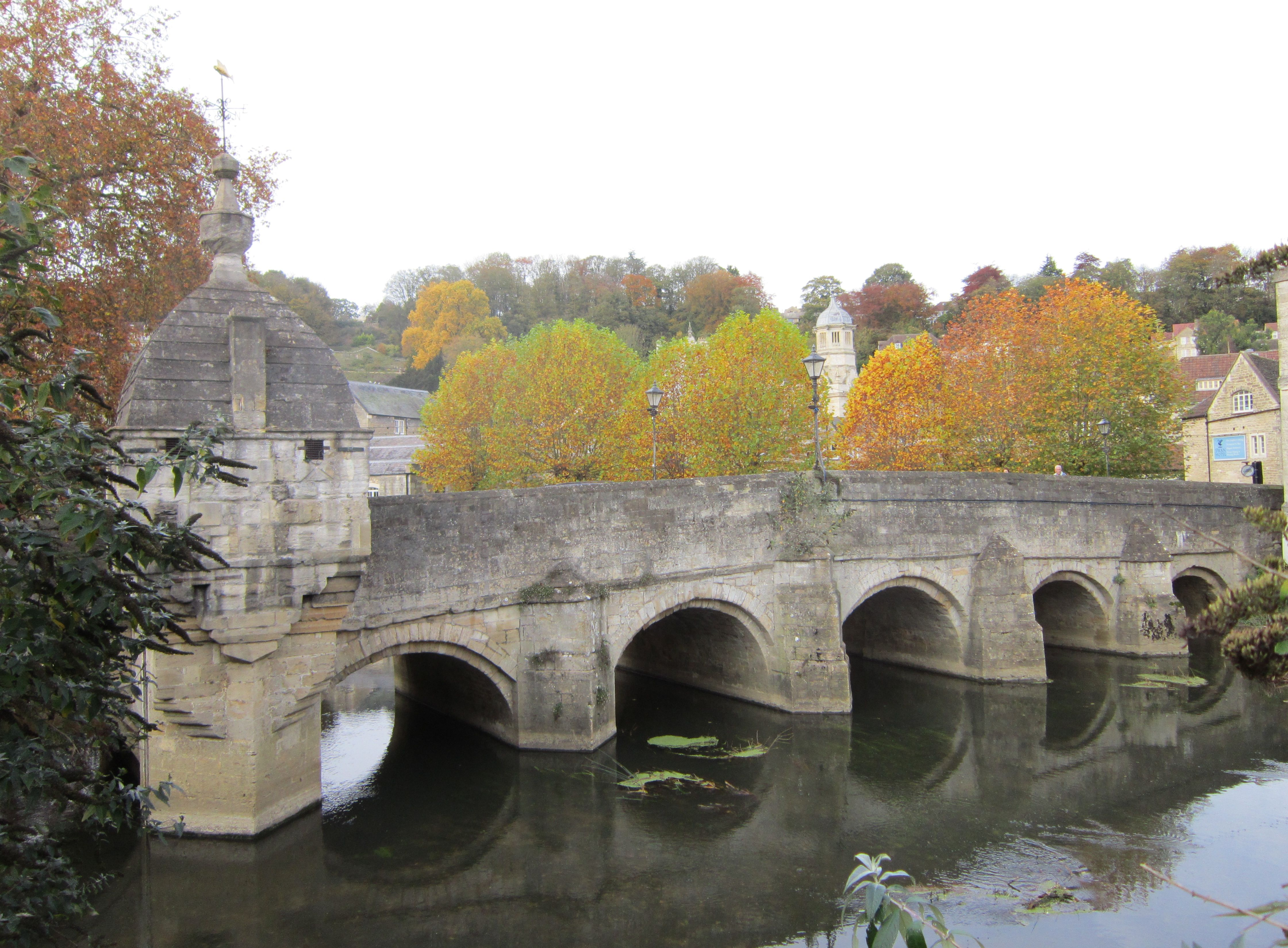
Le Town Bridge de Bradford on Avon.

À l’aval de la confluence, l’Avon bifurque vers le sud-est en s’éloignant des Cotswolds puis enfin plein sud à travers les bancs d’argile de Dauntsey Vale, où elle reçoit les eaux de la Marden, et atteint enfin la première agglomération importante, Chippenham. À partir de ce point, la plaine s’élargit et prend le nom d’Avon Vale. La rivière arrose Lacock puis Melksham, et tourne en direction du nord-ouest pour irriguer Bradford on Avon, qui a pris naissance autour d'un gué de l'Avon, d'où le toponyme (Broad-Ford, litt. « grand gué »). Ce gué a été doublé d’un pont de pierre d’époque normande qu’on voit encore aujourd’hui. La travée normande se trouve vers l’amont, et ses voûtes sont en arc brisé ; l’autre travée, plus moderne, a des arches en berceau. Ce Town Bridge and Chapel est un site classé de grade I. C'était à l'origine un pont en « dos de mulet » élargi au XVIIe siècle en édifiant les arches ouest. Il y a sur le pont un calvaire qui était à l'origine une chapelle, puis a été converti en barrière d'octroi.
La vallée de l’Avon entre Bradford-on-Avon et Bath est l'exemple même d'une plaine où se rencontrent trois modes de transport terrestre : la route, le rail et la navigation fluviale. La rivière passe sous les arches de ponts-canaux d'Avoncliff et de Dundas et reçoit les eaux de la Frome du Somerset à Freshford. Le pont-canal d’Avoncliff, chef-d’œuvre de John Rennie et de l'ingénieur-en-chef John Thomas, a été construit entre 1797 et 1801. Ce pont-canal de 36 m de portée comporte trois voûtes avec une arche en anse de panier de 19,50 m et deux arches latérales en plein-cintre de 11 m. Le tympan et les murs en retour sont constitués d'un chaînage alternant moëllons équarris et pierres de meulière. La travée centrale s'est affaissée peu après l'inauguration et a dû être réparée à plusieurs reprises. C’est la même équipe qui a construit le pont-canal de Dundas entre 1797 et 1801 (achevé en 1805). James McIlquham obtint l'adjudication des travaux. L’aqueduc à trois arches bâti en pierre de Bath est long de 135 m. Il possède des piles doriques et des balustrades aux culées. L'arche centrale en plein cintre a une ouverture de 21 m ; les deux arches latérales en anse de panier ont 7 m d’ouverture. C'est un site classé de grade I, le premier ouvrage de navigation à être classé monument historique, au Royaume-Uni, en 1951. Depuis les années 1960, le bief en amont et en aval du pont canal, qui reçoit les apports du ruisseau de Midford Brook, est utilisé six jours sur sept par les Bluefriars du club nautique de Monkton Combe School.

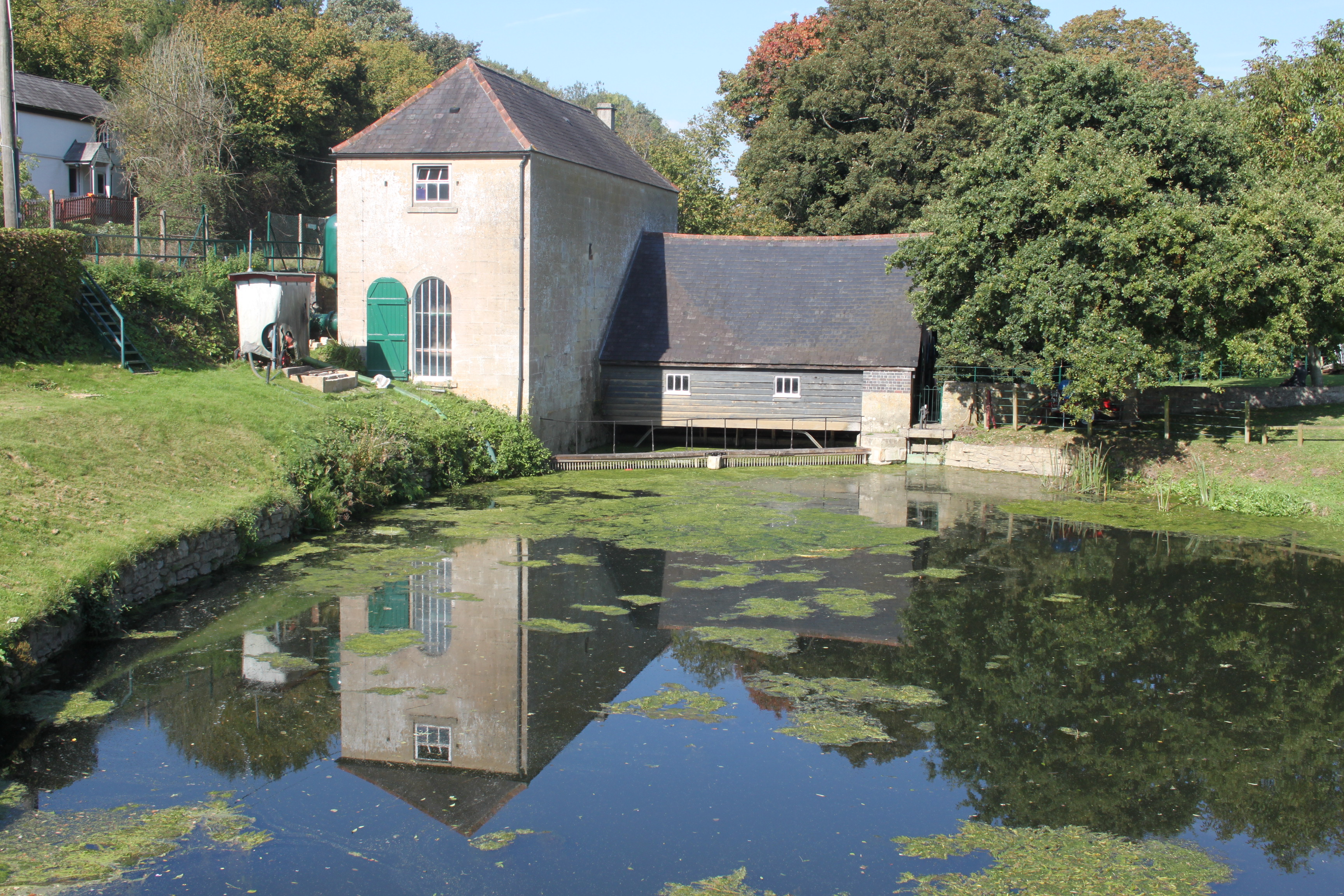
L’usine élévatoire de Claverton.

Elle double ensuite l’usine élévatoire de Claverton, qui alimentait le canal par pompage dans la rivière en exploitant la force du courant. L’usine élévatoire est abritée dans un local en pierre de Bath, situé au fil de l'eau. Le chenal de prise est alimenté par le déversoir de Warleigh, à 185 m en amont : c'est une rigole qui alimente une roue à aubes large de 7,30 m et de 5,20 m de diamètre, avec 48 augets en bois. À pleine puissance, elle débite 2 t/s d'eau à 5 tr/min. Cette roue à aubes entraîne un réducteur d'effort qui porte la vitesse de pompage à 16 tr/min. De là, des vilebrequins entraînent des bielles qui transfèrent l’énergie cinétique à deux balanciers en fonte, longs de 5,50 m. Chacun de ces balanciers actionne une pompe de relèvement de 0,50 m de diamètre, qui pompe dans la rigole du moulin. Chaque coup de pompe recharge le canal de 230 l d'eau. En 1981, British Waterways a équipé l'usine de deux pompes électrique d'une puissance de 75 CV.

Le Pont Pulteney, bel exemple d'architecture palladienne, et le déversoir de Bath.

L’Avon arrose ensuite la ville de Bathford, où il reçoit les apports du Bybrook (en), et Bathampton où il passe sous les arches du pont d'octroi de Bathampton (en). Il est rejoint ensuite par le ruisseau de Lam Brook (en) au pont de Lambridge à Bath puis passe sous les arches des ponts de Cleveland (en) et de Pulteney et franchit un déversoir. Le pont Cleveland a été construit en 1826 par William Hazledine (en), propriétaire des forges de Coalbrookdale, et son architecte Henry Goodridge (en), à l'emplacement d'un gué romain. Nommé en hommage au 3e duc de Cleveland, il franchit l’Avon à Bathwick (en), et a inauguré le développement du Bath géorgien au sud de la rivière. Ce pont en arc de fonte avec ses piles en pierre de Bath, a été conçu par l’architecte Henry Goodridge (en) pour tenir compte de l'augmentation de trafic, piétonnier et de voitures à chevaux, de l'époque. Le pont Pulteney a été inauguré en 1773 et a été inscrit site classé de grade I par English Heritage. C'est un ouvrage conçu par Robert Adam, dont on peut admirer les épures au Musée John Soane, et il a été l'un des premiers ponts au monde à recevoir des boutiques d'un bout à l'autre. Il porte le nom de la baronne Frances Pulteney, héritière en 1767 du domaine de Bathwick en face de Bath.
Pulteney avait sollicité les frères Robert et James Adam pour son projet de ville, mais Robert Adam se consacrait alors tout entier à la conception du pont. Entre ses mains, l'ouvrage d'art utilitaire commandé par Pulteney prit la forme d'une structure élégante rythmée par des boutiques. Adam avait, il est vrai, visité à la fois Florence et Venise, où il avait admiré le Ponte Vecchio et le Pont du Rialto, mais pour cet ouvrage, c’est plutôt d’Andrea Palladio et de sa critique du Rialto qu’il s’est inspiré. Le pont Pulteney a conservé pendant un peu moins de 20 ans la forme qu’Adam lui avait donnée ; en 1792, l’agrandissement des boutiques détruisit leur élégance, puis les crues de l’Avon, en 1799 et 1800, ravagèrent le parement nord du pont, dont les piles étaient insuffisamment fondées. L’ouvrage fut reconstruit dans un style plus conventionnel par John Pinch l'Ancien (en), le paysagiste du domaine de Pulteney. Les propriétaires des boutiques du pont modifièrent l’allure des baies, ou agrandirent leur surface par des encorbellements sans aucun souci de coordination. Le pavillon de l’extrémité ouest, sur la rive sud, fut démoli en 1903 pour permettre l’élargissement de la chaussée. En 1936 on classa ce pont aux monuments historiques, et on lança des projets de restauration de l’aspect d'origine, qui ne furent achevés qu’à l’occasion du Festival of Britain de 1951, et complétés en 1975. Le conseil d’arrondissement de Bath and North East Somerset a encisagé d'y interdire le trafic automobile pour en ffaire une passerelle exclusivement piétonnière, mais il reste ouvert à la circulation des bus et des taxis.
Le Canal Kennet et Avon et la Kennet canalisée rejoignent l’Avon juste à l’aval du déversoir des écluses de Bath. La Kennet canalisée crée un embranchement vers la Tamise à Reading, formant ainsi une liaison fluviale entre Bristol et Londres. L’Avon à l’aval de Bath s'appelle l’Avon canalisée (Avon Navigation).

## Navigation

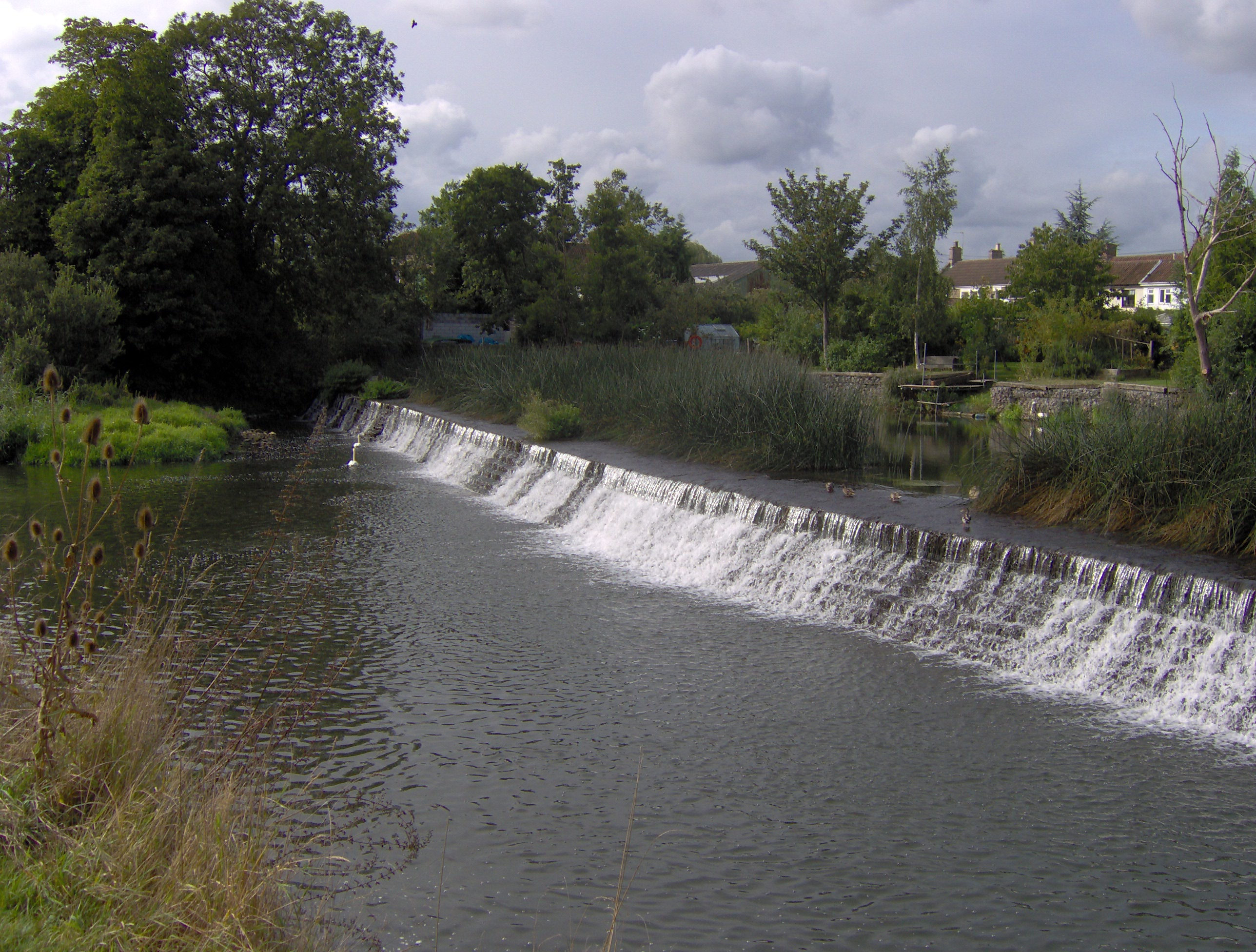
L'écluse de Swineford.

L’Avon est navigable en amont de Bath jusqu'à Bathampton où l'on peut voir les vestiges d'un pertuis. Mais on a démoli l'écluse du pont de Poultney Bridge pour moderniser le déversoir, de sorte que le changement de bief n'est plus permis qu'aux bateaux gonflables et canoës en utilisant la rampe de mise à l'eau qui jouxte le barrage.
Au-delà de la confluence avec le canal de Kennet et Avon, la rivière arrose Keynsham et Bristol. Sur une bonne distance, son lit naturel, qui délimite les comtés de Somerset et de Gloucestershire, sert de chenal navigable, divisé en sept biefs, les écluses rachetant une dénivelée de 9,25 m. De Bath à l’écluse de Netham (en), où la rivière se sépare entre la dérivation dite New Cut et le bassin à flot de Bristol (Floating Harbour), il y a encore une distance de 20 km. Ce chenal aval est canalisé.
Dans le centre-ville de Bath, il y a plusieurs ponts : le Midland Bridge (en), construit à l'origine par la Midland Railway Co. pour permettre à la ligne de chemin de fer Somerset and Dorset Joint Railway de desservir le terminus de Bath Green Park. Au mois de novembre 2011, des inquiétudes concernant la stabilité du Pont Victoria (en) a conduit les autorités à fermer la navigation entre Bath et Bristol. L’écluse de Weston, dans les faubourgs de Bath, est à présent intégrée au pont de Newbridge (en). L'écluse de Weston Cut, en dérivation de la rivière et de son barrage, a été inaugurée en 1727 : elle crée un îlot appelé localement Dutch Island, allusion à l'origine de l'exploitant d'un martinet de cuivre du début du XVIIIe siècle.

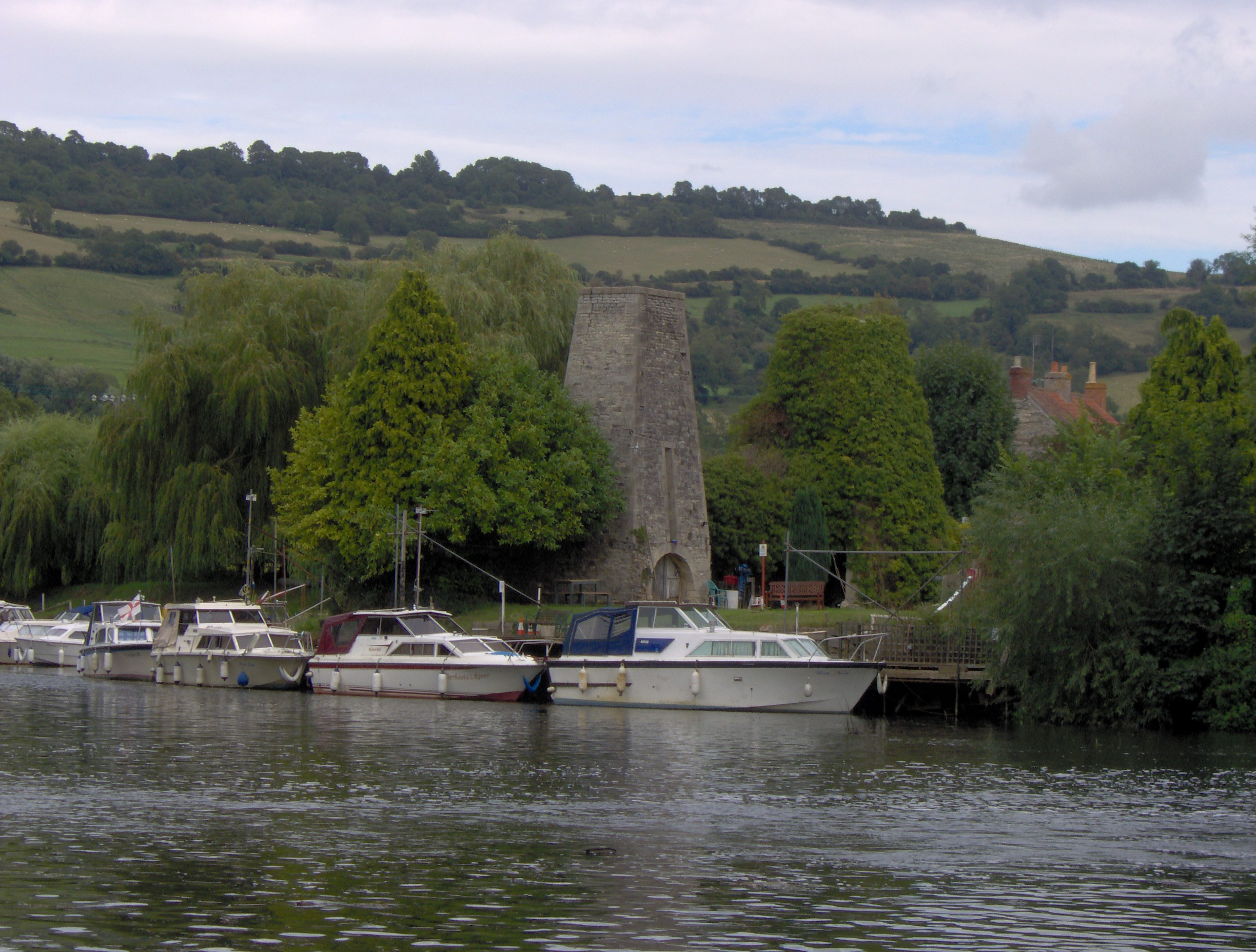
Le martinet de Kelston surplombant l'écluse de Saltford.

L’écluse de Kelston et son déversoir disposent d'appontements permanents à l'amont et à l'aval. Non loin de là se trouvent l'auberge de Riverside Inn et le port de plaisance de Saltford. Face à l’écluse de Saltford et son barrage, on peut encore voir les vestiges de la chaudronnerie de Kelston, qui a cessé ses activités en 1925. C'est un site classé de Grade II. L’écluse, inaugurée en 1727, fut détruite en 1738 par des négociants en charbon favorables au chemin de fer ; mais à son apogée, entre 1709 et 1859, les ateliers de chaudronnerie de bronze et de cuivre de Swineford (en) étaient florissants grâce à l’écluse de Swineford, ainsi que l’industrie textile grâce aux roues à aubes. L’écluse de Keynsham a elle aussi été inaugurée en 1727. Sur le terre-plein séparant l’écluse du barrage, il y a un pub desservi par un appontement. Le bras du barrage débouche sur la confluence avec la Chew. À l'aval de l'écluse à marées de Hanham, il y a la confluence avec le ruisseau de Brislington.
Dans le centre de Bristol, où la rivière est influencée par les marées, on l’a rescindée par le canal de New Cut, creusé entre 1804 et 1809 pour un montant de 600 000 £ ; ce système avait été imaginé et mené à bien par William Jessop, et bénéficia d'améliorations d'I. K. Brunel. Un déversoir permet de rediriger une partie du débit dans New Cut, tandis que les navires passent par l’écluse adjacente. C'est par l’écluse de Netham que les chalands descendant l'Avon accèdent au bassin à flot du port de Bristol. Sa construction avait été entreprise en 1804 pour le chenal à marée de New Cut, qui rescinde l’Avon parallèlement au Canal d’alimentation du port. L'accès au port dépend naturellement du niveau relatif du bief de Hanham par rapport à celui du bassin à flot. L’écluse de Netham et son barrage font partie intégrante du système de protection contre les crues de Bristol ; ils ont été remis en état dans le cadre du City Docks Project de 11 millions de £.

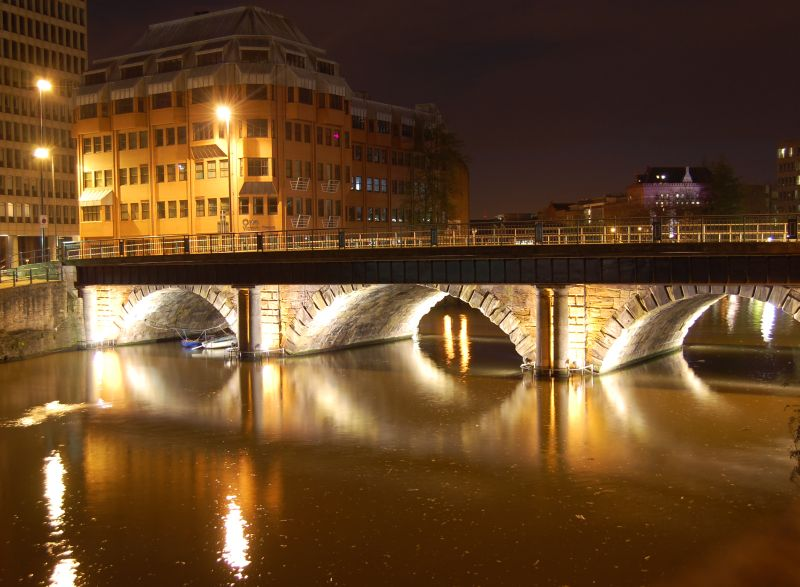
Le pont de Bristol vu depuis les jardins du Château.

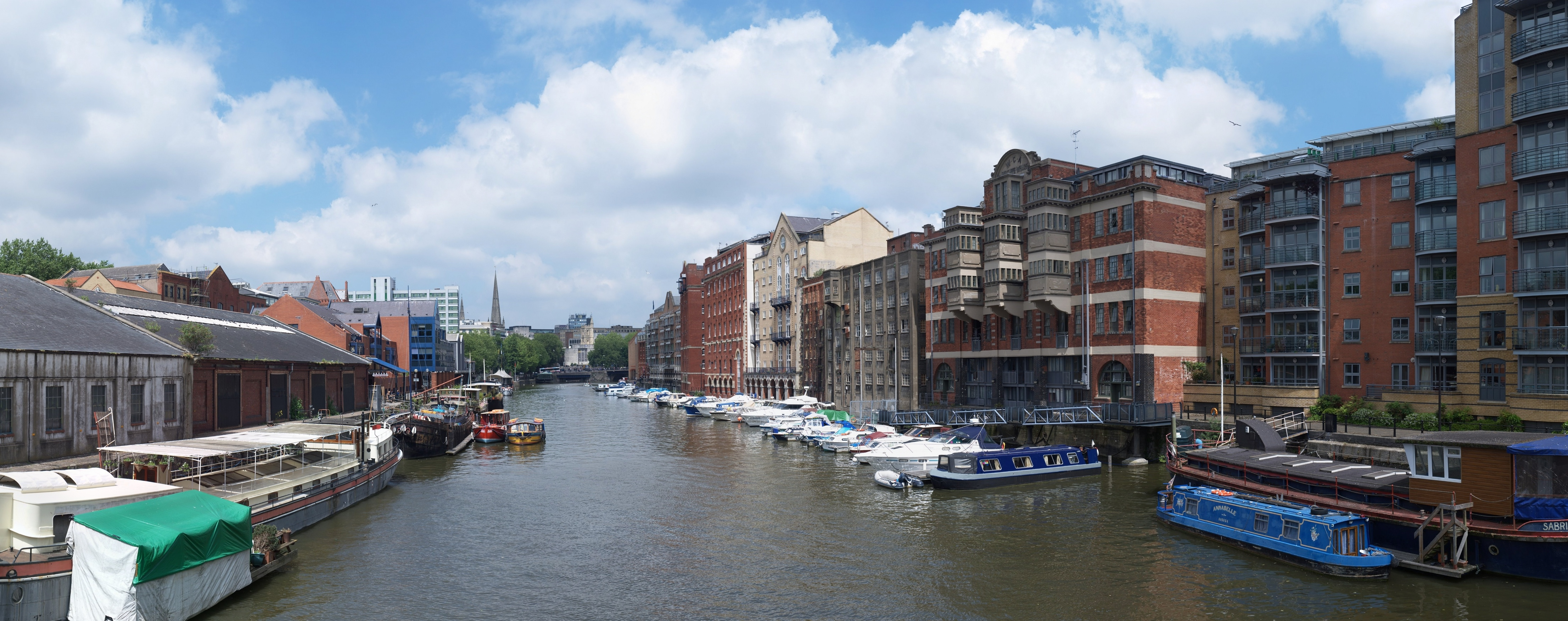
L’Avon à Bristol, en direction du Bristol Bridge avec à gauche Welsh Back. Les ferry boats de la Bristol Company sont amarrés au premier plan, et l'on voit au loin les de l'Église Saint-Nicolas, Église de Tous-les-Saints et de St Mary le Port.

Le port de Bristol a une structure tentaculaire, héritée des méandres du lit naturel de l’Avon et de ses affluents, la Frome et le ruisseau de Siston ; il est rare de voir une telle infrastructure aussi intimement intégrée au plan urbain d'une ville portuaire. L’aménagement des abords du bassin à flot est un chef-d’œuvre d'urbanisme, ce qui se traduit par le nombre de logements résidentiels, d'administrations et de services culturels qui s’y sont installés. À l’aval du centre de Bristol, la rivière traverse les Gorges de l'Avon, traversées par le pont suspendu de Clifton. À partir de là, la rivière subit le régime des marées : elle est navigable par les navires de mer à marée haute, mais n’est plus qu'un chenal à sec, profondément creusé à marée basse. Ce sont les difficultés d’accès à cette section qui ont conduit à déplacer les docks industriels à Avonmouth, là où l’Avon se déverse dans l’estuaire de la Severn.
L’Avon reçoit les eaux de la Trym (en) à Sea Mills (en), qui occupe l’emplacement du site romain de Portus Abonae. Puis elle traverse le village de Pill sur la rive sud : à cet endroit, des toueurs, les Pill Hobblers, aidaient à remonter les chalands jusqu’à Bristol ; des voiliers sont encore amarrés à Chapel Pill et Crockern Pill. Ensuite l’Avon est enjambée par le viaduc autoroutier d'Avonmouth (autoroute M5), d’une longueur totale de 1 388 m, et dont la travée principale a une portée de 164 m. Sa hauteur libre est en moyenne de 32 m.
Enfin l’Avon dessert deux grands quais : le Royal Portbury Dock (en), sur la rive sud, et les Avonmouth Docks sur la rive nord. Le Royal Portbury Dock est un quai en eau profonde, construit entre  1972 et 1977, qui constitue désormais l’un des principaux sites d’importation d’automobiles. Le Royal Portbury Dock possède la plus grande écluse maritime de tout le Royaume-Uni : elle permet le transit de cargo d'une largeur au bau de 41 m, d’une longueur de 290 m et d’un tirant d'eau de 14,5 m. Les Avonmouth Docks, sur la rive nord, sont l'un des principaux sites d'importation d'agro-alimentaire, surtout fruits et légumes réfrigérés. Le premier quai d’Avonmouth, Avonmouth Old Dock, a été inauguré en 1877 et acheté par Bristol Corporation en 1884. En 1908, on a construit un second quai, beaucoup plus grand, le Royal Edward Dock, qui forme une partie du port de Bristol et est administré par la Port of Bristol Authority ; il dépendait du Bristol City Council jusqu'en 1991, date à laquelle il a été loué pour 150 ans à la Bristol Port Company.

## Hydrologie et qualité de l'eau
Le record de niveau d'eau dans la vallée de l'Avon a été atteint au mois de décembre 2013.
| Station             | Débit moyen (m3/s) | Basses eaux (m) | Hautes eaux (m) | Plenissimum flumen |
| ------------------- | ------------------ | --------------- | --------------- | ------------------ |
| Great Somerford     | 3,355              | 0,16            | 0,16            | 2,43               |
| Bradford            | 6,703              | 1,01            | 1,40            | 3,42               |
| Bathford            | 18,274             | 0,75            | 1,60            | 4,41               |
| Melksham            |                    | 1,01            | 1,40            | 3,42               |
| Bath-St James       | 20,466             | 0,40            | 0,81            | 1,64               |
| Saltford            | -                  | 0,46            | 1,41            | 2,31               |
| Keynsham            | -                  | 0,23            | 2,09            | 5,36               |
| Déversoir de Netham | -                  | 0,15            | 0,84            | 3,22               |

En vue du contrôle de la qualité de l'eau et de son amélioration, la rivière a été divisée en trois sections : South of Malmesbury, Bristol Avon Rural et Bristol Avon Urban,,. Dans la section rurale, 22 plans d'eau ont été classés de bonne qualité, 46 en qualité médiocre et 8 en mauvaise qualité. Les principales raisons de ce bilan sont la pollution par les eaux usées, les effluents agricoles et la gestion de l'espace rural en général. Dans la section urbaine, un seul plan d'eau est classé de bonne qualité, 12 sont de qualité médiocre et un de mauvaise qualité. La pollution en amont s'y trouve aggravée par les effluents industriels et par la canalisation de la rivière. On dénombre 137 cours d'eau et 6 lacs sur le bassin versant : 22 % de ces rivières sont classées de bonne qualité écologique, 40 % de bonne qualité chimique et 31 % de bonne qualité biologique.

## Sites naturels protégés
Cette rivière est réputée pour ses colonies de libellules composées surtout de Libellules fauves (et que l'on ne retrouve que dans six autres vallées d'Angleterre), de Pennipattes bleuâtres et, en plus petit nombre d’Erythromma najas. Elle joue un rôle particulier pour la flore aquatique, par la présence de nénuphars Loddon.
Le site d'intérêt scientifique particulier de Kellaways – West Tytherton, à 5 km au nord-est de Chippenham, revêt surtout un intérêt geologique : l'érosion des berges de la rivière révèle des bancs de grès fossilifères du Callovien où l'on trouve des fossiles de bivalves, de gastéropodes, de brachiopodes, de belemnites et d’ammonites. Plus à l'aval, le site d'intérêt scientifique particulier de Newton St Loe comporte des graves fossilifères du Pléistocène déposées sur les berges de l’Avon. Par rapprochement avec d’autres sites de la région, il a permis de reconstituer l'histoire du premier épisode glaciaire dans l’Angleterre du Sud-Ouest. On a mis au jour sur ce site les corps de mammouths (Mammuthus) et de chevaux (Equus).

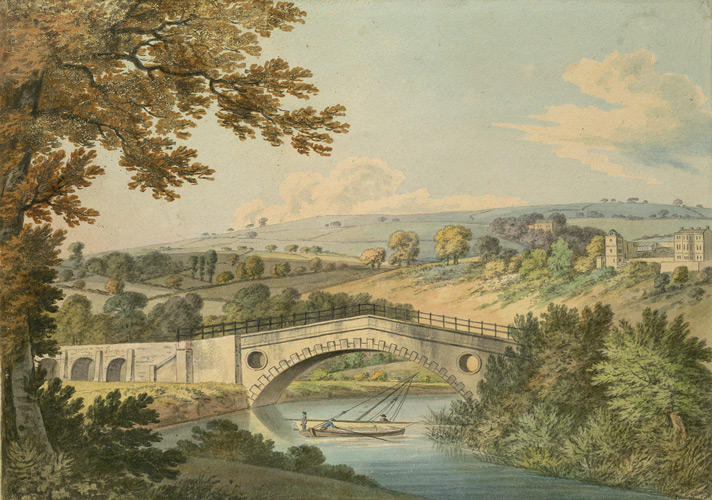
New Bridge à Bath près de Newton St Loe SSSI, peint en 1806.

Les gorges de l'Avon ont, elles aussi, été classées « site d'intérêt scientifique particulier » en raison de la présence de spécimens animaux et végétaux plutôt rares : plus de 24 espèces végétales dont deux essences d’arbre uniques : le sorbier de Bristol et l’alisier de Wilmott. On y trouve aussi de l’Arabette des rochers, de l’oignon de Bristol, de la Véronique en épi, de la Scille d'automne et de la trinie glauque,.
Les autres sites classés de la vallée sont la forêt de Bickley et le bois de Cleeve (en raison de la population particulièrement importante d'asperges des bois - Ornithogalum pyrenaicum - qu'il abrite). Stidham Farm dans les environs de Keynsham comporte un horizon d'au moins 2 m d’épaisseur de graves du Pléistocène, faites surtout de calcaires détritiques, mais aussi de meulière, de grès de Pennant, de silex et d’éclats de chaille. Ce site est d’importance considérable pour déterminer l'extension des glaciers, et pour la stratigraphie, notamment parce que c'est l'un des deux seuls horizons accessibles dans cette partie de la vallée de l’Avon. Newton St Loe est aussi classé pour sa géologie parce que c'est l'un des deux seuls affleurements de graves fossilifères du Pléistocène le long des berges de l’Avon.
Les falaises végétalisées de Horseshoe Bend et sa lagune sont taillées dans des grès du Dévonien et de craie du Carbonifère, recouverts de conglomérats dolomitiques du Trias. La raison essentielle pour laquelle on a classé ce site est la présence d'une population de cormiers (Sorbus domestica) qui poussent à flanc de falaise, car cet arbre est particulièrement rare en Grande-Bretagne. On y trouve aussi d'autres essences rares en Angleterre, comme les alisiers Sorbus eminens et Sorbus anglica, ou le tilleul à grandes feuilles (Tilia platyphyllos). Les autres plantes intéressantes sont l'Ail des jardins (Allium oleraceum) et le Millepertuis des montagnes (Hypericum montanum). La végétation de lagune saline prédomine au pied des falaises : elle est composée d’Aster maritime (Aster tripolium) et de Cochléaire d'Angleterre. Il s'y trouve deux plantes rares en Grande-Bretagne : le Buplèvre (Bupleurum tenuissimum) et l’Atriplex (Atriplex longipes).
Les estrans vaseux de l’Avon maritime constituent un habitat privilégié pour les oiseaux de mer, dont on avait déjà recensé 64 espèces en 2004, y compris 21 espèces de limicoles et 13 espèces de mouettes.

## Histoire
La répartition des vestiges archéologiques porte à croire qu’à la fin de l’âge du fer, juste avant la Conquête romaine de la Grande-Bretagne, la branche ouest de la rivière, entre Bath et Avonmouth, formait la frontière entre le territoire de la tribu gauloise des Dobunni et celle des Durotriges. Plus à l'est, entre Bath et l'actuel Wiltshire, elle formait sans doute la frontière avec un territoire occupé par les Belges. Au cours de la période des royaumes saxons, elle a séparé les terres du Hwicce (qui deviendra le royaume de Mercie) et le royaume de Wessex.
Jusqu'au début du XIIIe siècle, l’Avon était encore navigable entre Bristol et Bath, mais la multiplication des moulins condamna le trafic fluvial. L'avon, par son lit filamentaire, n'était plus à la Renaissance qu'une série de ruisseaux non-navigables ponctués de marécages et d'étangs : elle a été canalisée grâce à la construction de déversoirs. Or la plaine inondable de l’Avon, au milieu de laquelle le centre-ville de Bath s'est développé, a une altitude de 18 m. Les crues successives ont balayé les maisons des faubourgs les plus bas, jusqu'à l'achèvement d'un réseau moderne de barrages dans les années 1970.
Le canal de Bristol Avon Navigation, qui relie en 24 km le Kennet and Avon Canal à l'écluse de Hanham au canal de Bristol à Avonmouth, a été creusé entre 1724 et 1727, grâce à un décret de la reine Anne,, par un consortium de propriétaires fonciers et l’ingénieur John Hore de Newbury. Le premier chaland de 'Deal boards, Pig-Lead and Meal' arriva au port de Bath en décembre 1727. Ce canal est aujourd'hui administré par le Canal & River Trust.
Le peintre paysagiste William Turner réalisa dans ses débuts, en 1791, une aquarelle, L'Avon près du mur de Wallis qui fait partie d'une série de Bristol et Malmesbury, conservée à la Tate Britain à Londres.
Tout au long de l’histoire de Bristol, les gorges de l'Avon ont constitué une importante artère de transport, avec la navigation sur l'Avon, de grandes routes et deux voies ferrées. Le chenal de Bristol et l'estuaire de l'Avon sont sujets à des marées d'une amplitude de 15 m, ce qui classe l'estuaire au second rang derrière la baie de Fundy pour ce qui est de l'amplitude des marées, ; et les gorges de l'Avon sont relativement encaissées et sinueuses, ce qui rend leur navigation notoirement périlleuse : plusieurs navires s'y sont échoués, comme le SS Demerara (peu après sa mise à l'eau en 1851), la goélette Gipsy (1878), le toueur à vapeur Black Eagle (1861) ou le Llandaff City.
En 1877, la passerelle à péage de Halfpenny Bridge, qui reliait la gare de Bath Spa au faubourg de Widcombe, s'est écroulée, entraînant la mort de 10 personnes parmi la foule qui se rendait au salon agricole de Royal Bath and West,.
Les crues historiques de l’Avon sont bien documentées : celle de 1799-1800 a emporté une partie des piles du pont Pulteney. Le charriage, en réduisant localement le débouché de la rivière, menace divers endroits le long de la rivière, comme la vallée de Freshford. Pour y faire face, certaines zones ont été déclarées inconstructibles en les classant zone inondables,. Les prédictions touchant le changement climatiques laissent craindre que ces mesures soient encore insuffisantes. Lors de l'hiver 2013-2014, la combinaison d'une marée exceptionnelle avec les débits hivernaux généralement élevés de l'Avon, a produit une inondation catastrophique dans la plaine des Somerset Levels, qui a fortement affecté Bristol.